# 슬렌더맨

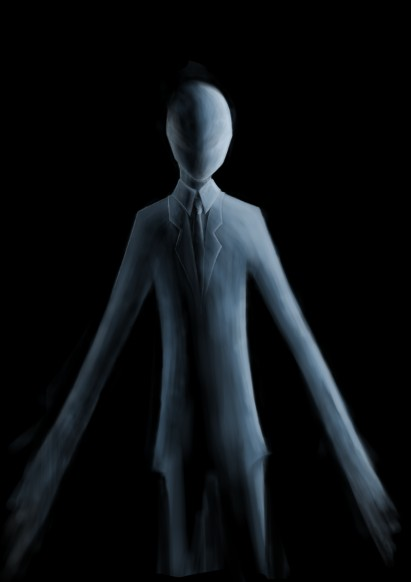
슬렌더맨을 묘사한 그림

슬렌더맨(영어: Slender Man)은 미국의 도시전설에 등장하는 괴물이다. 2009년에 에릭 크누드센이 섬싱 오풀 게시판에 올린 인터넷 게시물에서 유래했다. 슬렌더맨의 이름은 ‘깡마른 남자’라는 뜻으로, 이름처럼 깡마르고 키가 비정상적으로 크며 얼굴에는 눈, 코, 입이 없으며 검은색 정장을 입은 사람의 모습을 하고 있다.
슬렌더맨이 나오는 이야기에서 슬렌더맨은 사람, 특히 어린아이들을 쫓아다니거나 납치하고 정신적 충격을 주는 것으로 묘사된다. 슬렌더맨 이야기는 인터넷 게시물을 통해 퍼졌으며 게임과 영화 등 여러 대중 문화 작품에 등장하게 되었다.

## 관련 작품

### 게임
- 슬렌더: 더 에잇 페이지스
- 슬렌더: 더 어라이벌

### 애니메이션
- 신비아파트: 고스트볼 X의 탄생

### 영화
- 슬렌더맨 (영화)

## 같이 보기
- 쿠네쿠네 (도시전설)